# Kẹo lạc
Kẹo lạc (phương ngữ miền Nam gọi là kẹo đậu phộng hay kẹo thèo lèo) là một nhóm các loại kẹo truyền thống của các nước Châu Âu, Châu Mỹ và một số dân tộc ở châu Á làm từ lạc rang, đường mía hoặc đường thốt nốt hay siro cây phong, siro ngô.

## Xuất xứ
Nguồn gốc của kẹo lạc có thể là từ kẹo hạt ngũ cốc  brittle - là một loại kẹo bao gồm những miếng kẹo đường cứng dễ bẻ vỡ được nhúng với các loại hạt như quả hồ trăn, hạnh nhân, hạt điều  hoặc lạc (đậu phộng), hạt hướng dương, hạt mắc ca, hạt óc chó và hạt bí; được các nước Châu Âu và Châu Mỹ sản xuất trước đó. Nó có nhiều biến thể trên khắp thế giới, chẳng hạn như pasteli ở Hy Lạp;croquant ở Pháp, gozinaki ở Georgia, gajak ở Ấn Độ bang Punjab,kotkoti ở Bangladesh.Ở các vùng của Trung Đông, kẹo brittle được làm bằng quả hồ trăn và hạnh nhân , trong khi nhiều nước châu Á sử dụng vừng và lạc. Người Nga dùng hạt hướng dương để làm kẹo là phổ biến nhất (kozinak - козинаки). Kẹo lạc là công thức phổ biến nhất ở Mỹ (peanut brittle).Thuật ngữ brittle  xuất hiện lần đầu tiên trong bản in năm 1892, mặc dù bản thân kẹo đã tồn tại lâu hơn nhiều.
Với lịch sử của kẹo lạc Châu Á, nó phổ biến ở Ấn Độ với tên kẹo ngũ cốc chikki ; sau đó qua con đường tơ lụa tràn vào miền Nam Trung Quốc. Ở các nước Đài Loan và Hồng Kông, người ta cũng làm thứ kẹo lạc; sau đó được du nhập vào Việt Nam nhưng với hình thù và màu sắc khác với kẹo lạc ở Việt Nam, ở Nam Định gọi kẹo lạc là kẹo sìu châu và cũng không phổ biến như ở Việt Nam, ở vùng Nghệ Tĩnh còn có kẹo cu đơ.  Người Thái có phiên bản kẹo lạc tên là Thua Tat (ถั่วตัด). Trung Quốc và Đài Loan gọi kẹo lạc là hoa sinh đường (tiếng Trung: 花生糖; bính âm: Huāshēng táng), thế mà hoa sinh đường hay Thua Tat có cả vị cay nồng của ớt thách thức khẩu vị của người ăn.

## Cách làm

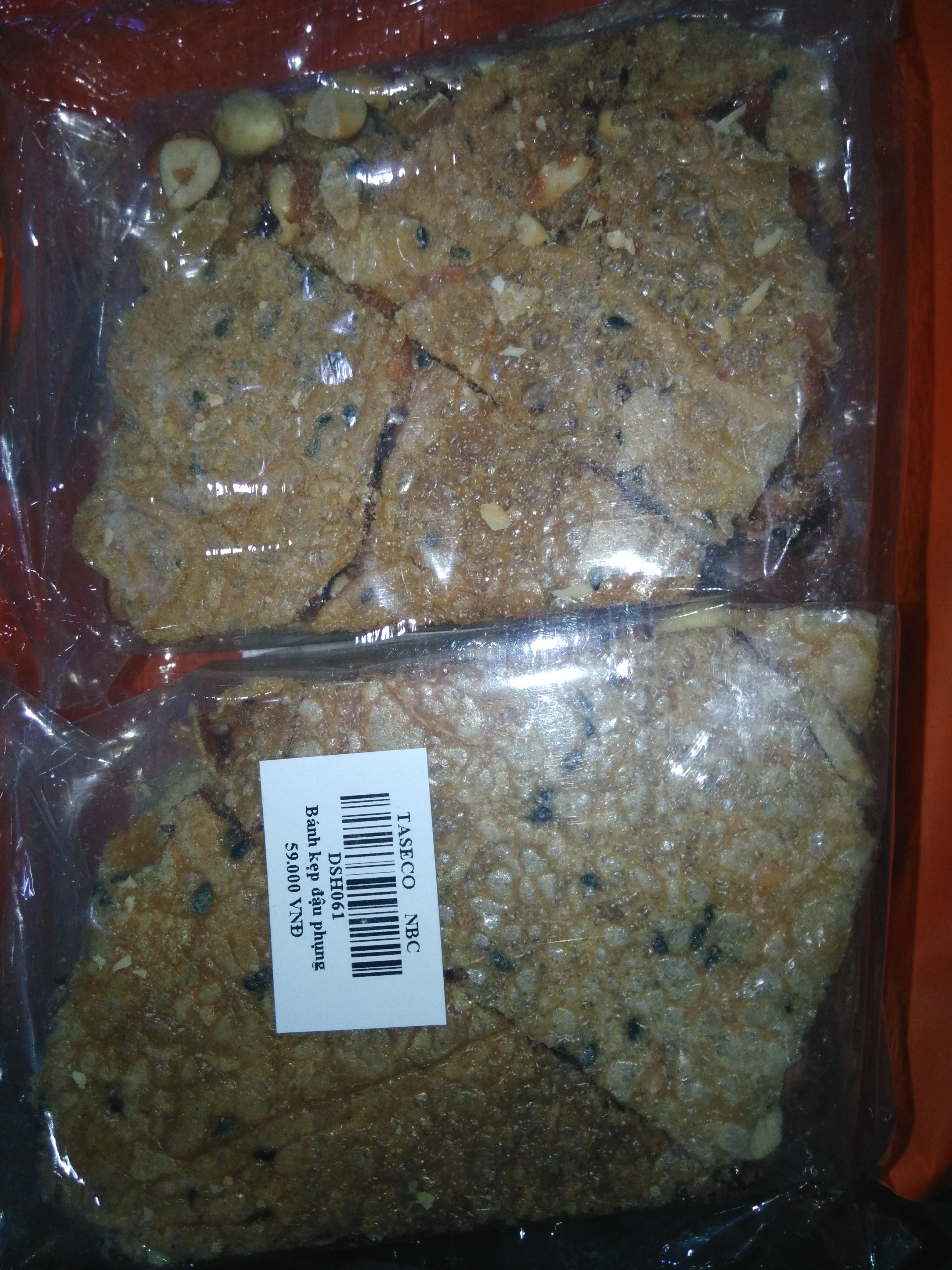
Kẹo đậu phụng (kẹo lạc) ở Huế

Nhìn chung, cách chế biến kẹo lạc có những công đoạn chung giữa các vùng đó là:
- Rang lạc nhân chín tới, sát sạch vỏ và giã nhỏ
- Đun chảy đường mía hay đường thốt nốt hoặc siro làm từ cây phong hay ngô với mạch nha rồi cho lạc vào trộn đều. Một số nơi có thể cho thêm bơ lạc (đậu phộng) để có chút vị ngậy béo và mặn kích thích vị giác (chỉ ở các nước Châu Âu và Châu Mỹ). Đa phần kẹo lạc của Trung Quốc đều chứa phụ gia tạo màu và mùi. Trung Quốc, Thái Lan và Việt Nam luôn cho vừng (mè) vào trong quá trình làm kẹo lạc. Riêng Trung Quốc và Việt Nam có thêm kẹo lạc vừng đen.
- Đổ hỗn hợp trên ra phản gỗ có tráng mỡ hoặc bột nếp rang (chỉ ở Việt Nam) rồi dàn mỏng và phẳng.
- Cuối cùng là công đoạn cắt nhỏ thành từng chiếc kẹo. Có thể ngay khi kẹo còn đang nóng và chưa rắn lại thì dùng dao có phết mỡ để sắt. Hoặc, sau khi hỗn hợp nguội và rắn lại thì chặt ra thành từng miếng nhỏ. Kẹo cắt thành từng chiếc nhỏ rồi sẽ được rắc qua bột nếp cho thơm và quan trọng nhất là để cho đỡ dính vào nhau.

Kẹo lạc ăn giòn, bùi, ngọt. Ở Việt Nam, kẹo lạc ở Nam Định (kẹo Sìu Châu) là một trong những thứ kẹo lạc được nhiều người ưa thích nhất.
Theo truyền thống của các nước Châu Âu và Châu Mỹ, hỗn hợp đường và nước được làm nóng đến giai đoạn nứt cứng tương ứng với nhiệt độ khoảng 300 ° F (149 ° C), mặc dù một số công thức nấu ăn cũng yêu cầu các thành phần như xi-rô ngô và muối trong bước đầu tiên. Các loại hạt ngũ cốc được trộn với đường caramel hóa. Tại thời điểm này, gia vị men, và thường là bơ lạc  (đậu phộng) hoặc bơ thực vật được thêm vào. Kẹo nóng được đổ ra trên một bề mặt phẳng để làm mát, theo truyền thống là một tấm đá granit hoặc đá cẩm thạch. Các kẹo nóng có thể được kéo đến độ dày đồng đều. Khi giòn nguội, nó bị vỡ thành nhiều mảnh.